# Плешков, Артемий Павлович
Арте́мий Па́влович Плешко́в (род. 31 октября 2002, Москва) — российский хоккеист, вратарь.

## Биография
Воспитанник школы «Русь». С 2019 года — в фарм-клубе «Сочи» «Капитан» Ступино из МХЛ. 23 октября 2022 года дебютировал в КХЛ — в домашнем матче против «Автомобилиста» (2:5) на 52-й минуте при счёте 1:5 заменил Максима Третьяка. 30 июня 2023 года был обменян в СКА. 20 сентября в домашнем матче с «Северсталью» (4:1) сыграл за клуб первый матч в КХЛ.
16 марта 2024 года в четвёртом матче плей-офф ВХЛ между «СКА-Невой» и АКМ (0:1, 5ОТ) установил мировой рекорд по количеству отражённых бросков — 124.